# 伊朗别样海源菌
伊朗别样海源菌（学名：Aliidiomarina iranensis）是别样海源菌属的下属物种。此物种是一种革兰氏阴性、异养、兼性厌氧、运动性、氧化酶阳性、过氧化氢酶阳性、轻微嗜盐且嗜温的杆状细菌。此物种最早从伊朗沿海海洋湿地戈米山的样本中分离出来。